# Hoang Chung dit Dzim
Hoang Chung dit Dzim est un adjudant-chef de l'armée française, né le 2 mars 1925 à Muong-Kuong et mort le 8 mars 2003 à Paris.
Il a été membre des maquis Nung indochinois et des forces spéciales, membre du GCMA et du 11e régiment parachutiste de choc.

## Biographie

### Famille et jeunesse
Hoang Chung, plus connu sous son nom de guerre « Dzim » est né en 1925 au Tonkin à Muong-Khuong, région située à l'est du fleuve Rouge et à proximité de la Chine.
Il est issu du peuple Nung et d'une famille de notables. Adolescent, il perd ses parents et élève son frère et sa sœur. À 16 ans, il parle plusieurs langues : le nung, le vietnamien, le chinois et le français. Il passe son certificat d'études à Lao Caï. En 1945, l'occupant japonais ferme son école. Arrêté et torturé par les Japonais, il s'évade dans les hauts plateaux tonkinois. Avec ses camarades de la résistance Nung, Il apporte son aide aux Français pourchassés.

### Autonomie du pays Taï
Après la capitulation japonaise,  Il rejoint les jeunes leaders Nungs : Ly Seo Nung, Lo wen Teu et Chao Quang Lo. Les minorités montagnardes ont pour ambition de reconstituer le Pays Taï ou Sip Song Chau Tai (regroupant les tai noirs, rouges, blancs et nung). Une fédération de territoires constitués en monarchie dont la capitale est Lai châu. Le gouvernement Français apporte son soutien politique et logistique à la création de ce pays.

### Les maquis Nungs
Lors du retour des Français au Tonkin, il participe en 1947, à la reprise de Lao Kai. Hoang Chung est enrôlé comme supplétif. Il suit un stage d'opérateur radio et rejoint le poste de Hoàng Su Phì sous les ordres du capitaine de Bazin. Après le désastre de la RC 4 d'octobre 1950, l'armée française abandonne ses postes de la Haute-Région au Viet-Minh. Après avoir tenté de négocier avec le gouvernement viêt-minh, la reconnaissance de l'autonomie du pays Taï, Les Nung avec à sa tête Chao Quang Lo prennent les armes. Replié sur Hanoi, Dzim reçoit une formation parachutiste. À 24 ans, il se marie avec Thi Ha Nguyen à Lao Caï. Le 10 février 1951, il est largué sur Pha Long pour servir de radio et d'adjoint chargé du renseignement aux côtés de Chao Quang Lo, le chef Nung qui, dans les montagnes du nord, coordonne le mouvement de résistance au Viêt-Minh.
En 1952, après d'intenses combats, les maquis sont anéantis par les communistes chinois appelés en renfort par le Viêt-Minh. Dzim échappe à l'encerclement et, après un long détour par la Chine, reprend contact avec les forces françaises à Phong Thổ. À la suite de cet événement, il est cité à l'ordre de l'armée et reçoit la croix de guerre des TOE (théâtres d'opérations extérieures) avec palme. De cette époque date son incorporation officielle au Groupement de Commandos Mixtes Aéroportés, corps d'élite chargé, en Indochine, des opérations spéciales de contre-guérilla et du soutien aux maquis autochtones. De 1952 à 1955, Dzim connaît un avancement rapide, passant, en trois ans, d'engagé volontaire au grade d'adjudant. Sous le commandement de son ami, Ly Seo Nung, il s'illustre de nouveau en participant, durant l'été 1953, à la reprise de Phong Tho et à tous les combats qui marquent l'extension du maquis « Cardamone » sur la rive droite du Fleuve Rouge. Ses qualités de combattant, ses capacités d'organisateur et son sens politique lui valent la médaille militaire avant qu'il ne soit, en 1955, nommé Chevalier de la Légion d'Honneur. La défaite de Diên-Biên-Phu, en 1954, annonce cependant le retrait français et la fin des maquis au Nord-Viêtnam.

### Exode en France
En 1955, Le Roi du Laos (sous protectorat Français) offre asile et protection aux peuples des hauts-plateaux. En 1958, il est naturalisé français. En 1961, il est exfiltré avec une partie des bataillons parachutistes indochinois à Calvi en Corse. La caserne entraine les paras aux brevets de nageurs de combat.
En 1964, il s'installe en métropole accompagné de sa famille. Il est affecté au 11e régiment parachutiste de choc au centre d'entraînement parachutiste de Cercottes. Le 1er janvier 1965, il est nommé adjudant-chef. Il termine sa carrière avec le grade de Lieutenant. Il prend sa retraite en 1975. Il installe sa famille à Paris en 1978 où il ouvre avec son épouse un restaurant tout en poursuivant ses activités au service de la communauté Nung réfugiée en France et de ses frères montagnards restés au pays.

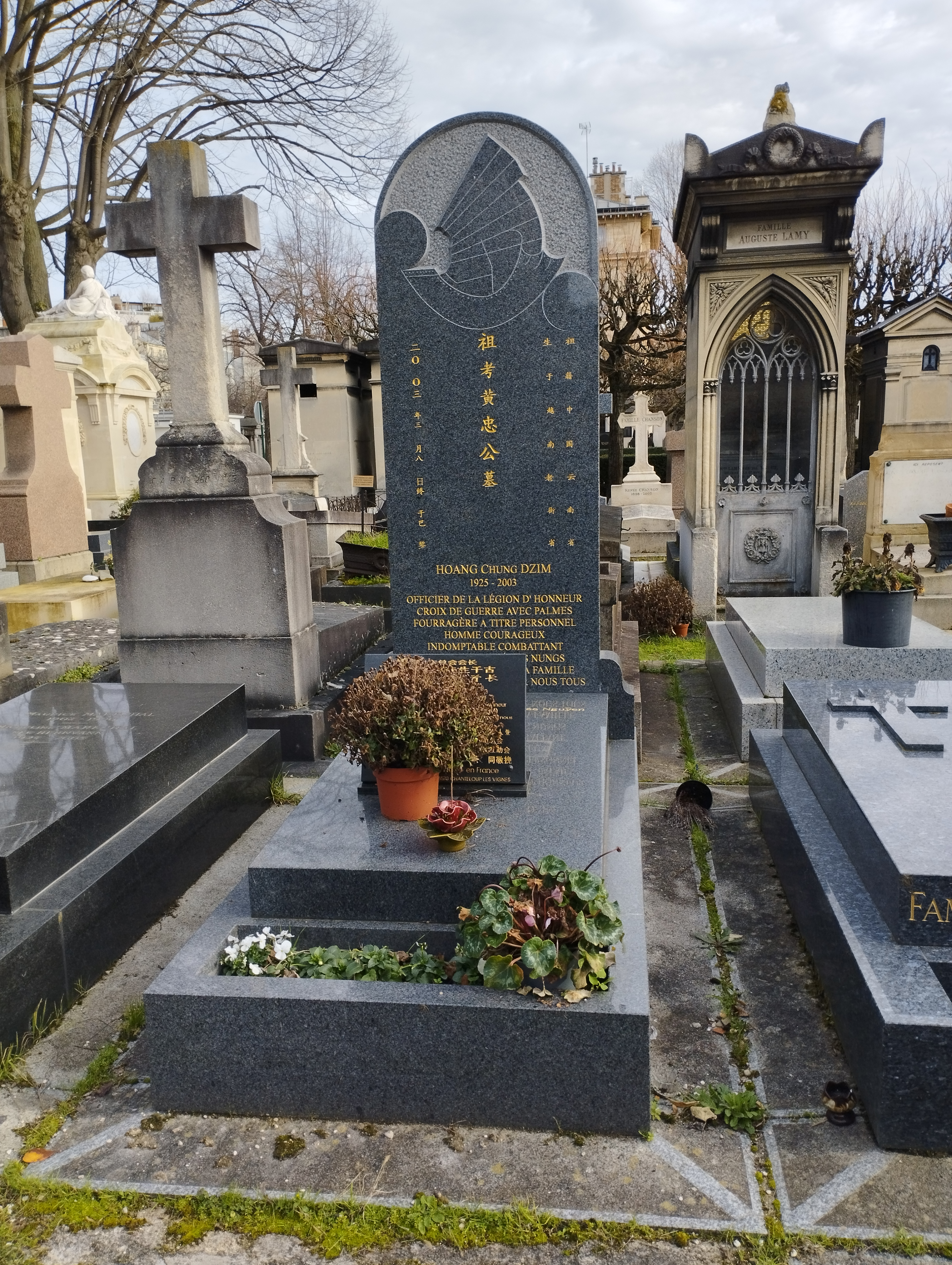
Tombe de Hoang Chung dit Dzim au cimetière du Montparnasse (division 14).

Hoang Chung Dzim meurt le 8 mars 2003 à Paris à l'âge de 78 ans, et est inhumé au cimetière du Montparnasse (division 14).
Trois années après son décès, les élèves de la 242e promotion de l'École nationale des sous-officiers d'activé 4e Bataillon le choisissent comme parrain du 4 septembre 2006 au 26 avril 2007.

## Décorations
L’adjudant-chef Hoang Chung Dzim était titulaire des décorations suivantes : 
- officier de la Légion d'honneur ;
- médaille militaire ;
- croix de guerre des Théâtres d'opérations extérieurs, avec 5 citations dont 3 palmes et 2 étoiles de vermeil ;
- croix du combattant volontaire ;
- médaille coloniale agrafe Extrême-Orient ;
- médaille commémorative de la campagne d'Indochine.